# 신동규
신동규(1951년 10월 14일~)는 대한민국의 경제관료이자 금융인이다.
제14회 행정고시에 합격하여 공직에 입문하였고, 재무부 자본시장과 과장, 재정경제원 금융정책과 과장, 재정경제부 국제금융국 국장, 한국수출입은행 은행장, 법무법인 율촌 상임고문, 국제 컨설팅사 AALC 선임고문, 10대 전국은행연합회 회장, 동아대학교 석좌교수 등을 지냈다.
2012년 6월부터 NH농협금융지주 회장으로 재직하고 있다.

## 학력
- 경남고등학교
- 서울대학교 경제학과
- 영국 웨일즈 대학교 대학원 금융경제학 석사
- 경희대학교 대학원 경제학 박사